# Heilig-Kreuz-Kirche (Kirchdorf)

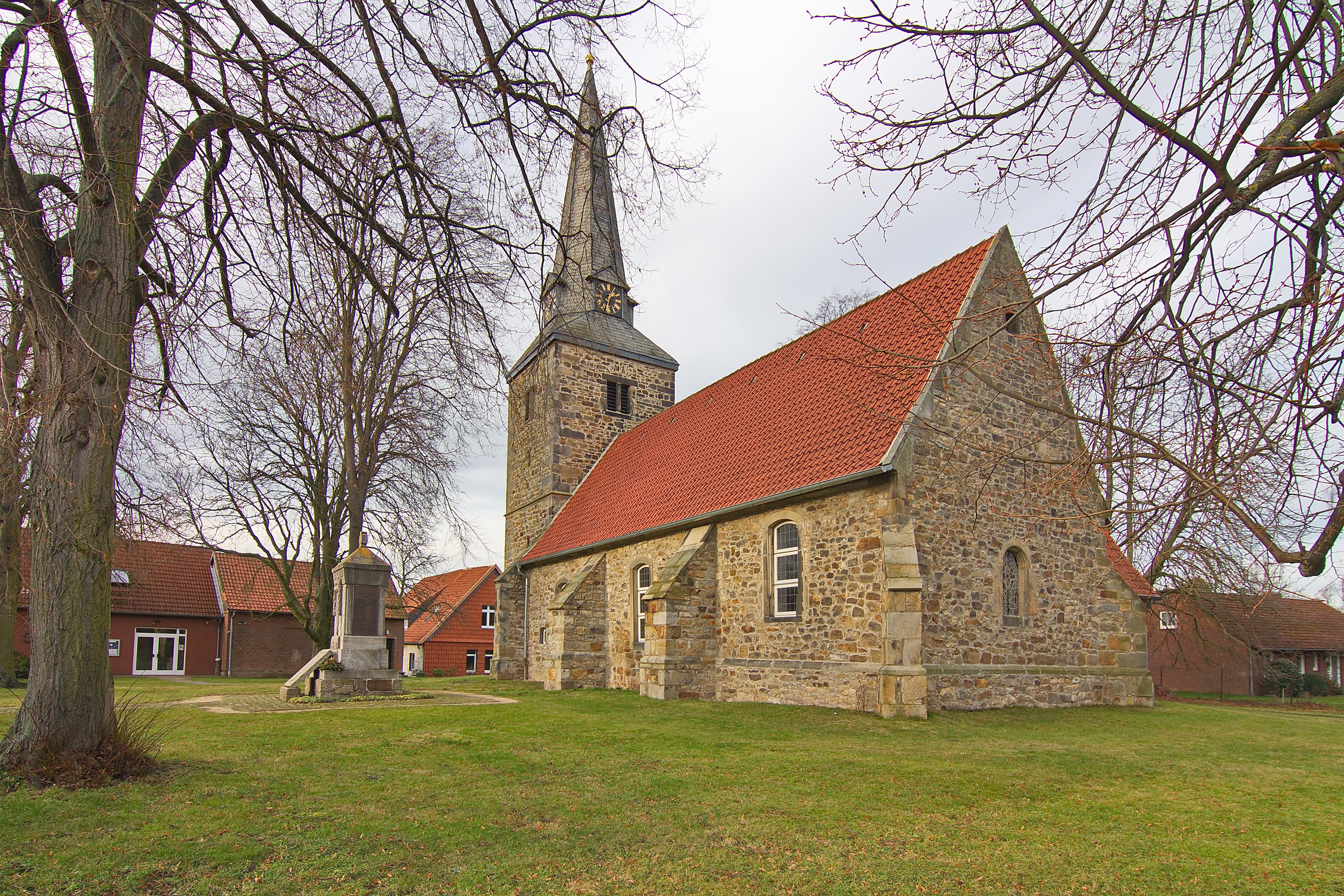
Die Kirchdorfer Heilig-Kreuz-Kirche

Die Heilig-Kreuz-Kirche ist eine denkmalgeschützte Kirche im Stadtteil Kirchdorf der Stadt Barsinghausen in der Region Hannover in Niedersachsen.
Zu ihrer evangelisch-lutherischen Heilig-Kreuz-Kirchengemeinde im Kirchenkreis Ronnenberg im Sprengel Hannover der Landeskirche Hannovers gehört auch die Kapellengemeinde im benachbarten Barsinghäuser Stadtteil Langreder.

## Geschichte

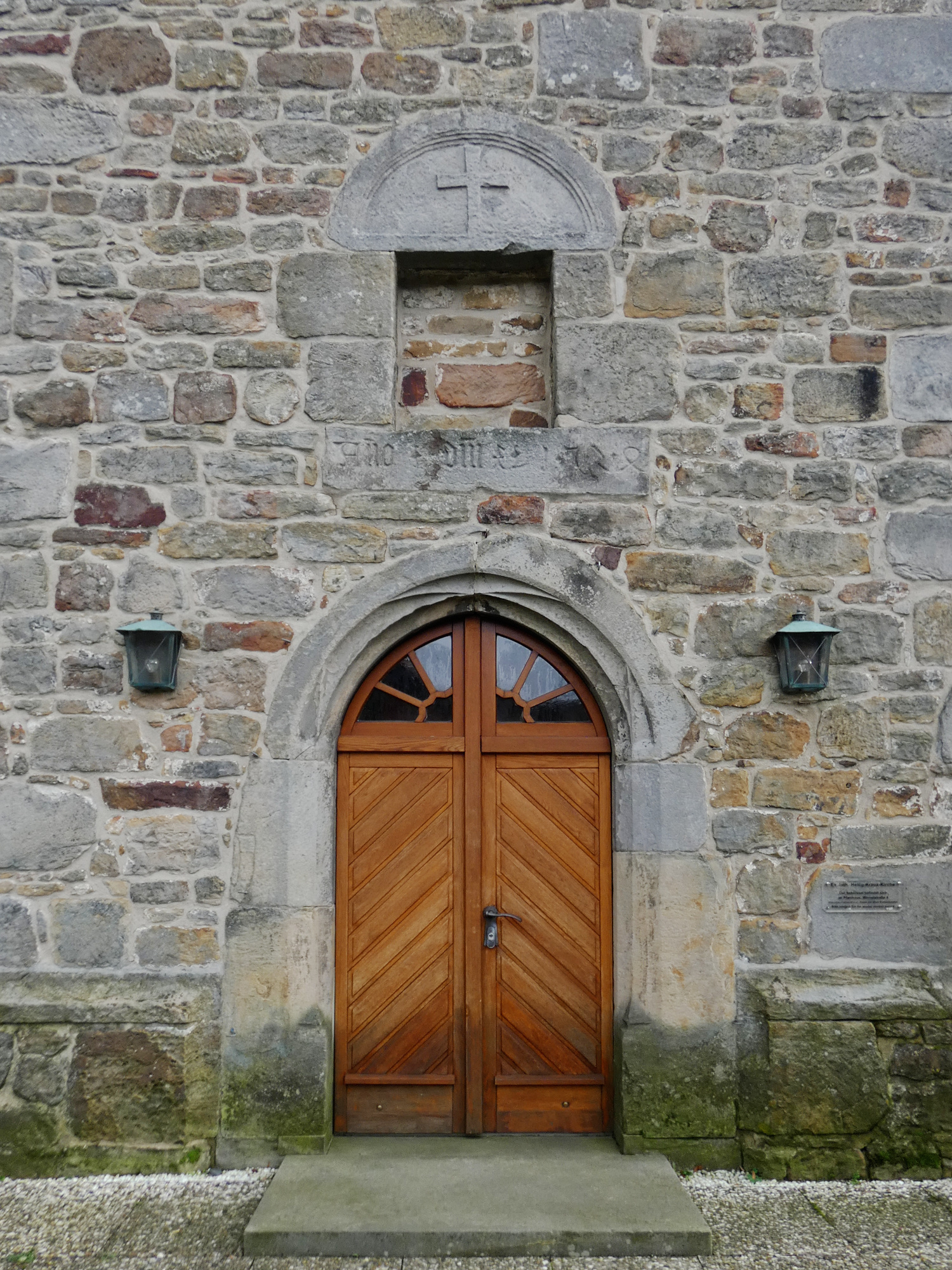
Die Kirchentür

Kirchdorf ist wohl die älteste noch erhaltene Ortsgründung in der Deistermulde.
Der Name bedeutet nicht zwingend, dass es hier von Anfang an eine Kirche gab. Möglicherweise hatte die Kirche hier nur irgendwelche Besitzansprüche.
Der Standort der Kirche lässt auf ein hohes Alter schließen.
Laut dem aus dem Jahr 1734 stammenden Corpus bonorum, einem Güterverzeichnis, war die Kirchdorfer Kirche eine Stiftung der Herren von Goltern.
Bereits im Jahr 1294 versuchte Artus von Goltern das Patronat der zur Kirchdorfer Kirche gehörenden Kapelle in Langreder dem Stift Wunstorf zu übertragen.
Die Familie hatte noch 1543 das Kirchenpatronat.
Nach dem Aussterben derer von Goltern wechselten sich seit dem Jahr 1559 die Linien derer von Alten aus Großgoltern und Dunau im Patronat ab.
Außer der Kirche in Kirchdorf und zugehörigen Kapelle in Langreder gab es auch eine im Jahr 1300 von der Familie von Goltern gestiftete Kapelle in Helmercinghusen. Der Ort ging nach der Hildesheimer Stiftsfehde in Kirchdorfs Nachbarort Egestorf auf. Noch im 18. Jahrhundert waren die Plätze im Kirchdorfer Turmgewölbe für Egestorfer Kirchgänger reserviert.

## Beschreibung
Die ursprünglich romanische Kirche wurde aus Wealden-Bruchsteinen und Findlingen errichtet.
Der Baubeginn der Kirche erfolgte vermutlich Anfang des 12. Jahrhunderts. Darauf deutet das romanische Tonnengewölbe im Turmvorraum.
An der Kirche wurde über mehrere Jahrhunderte gebaut.

### Turm

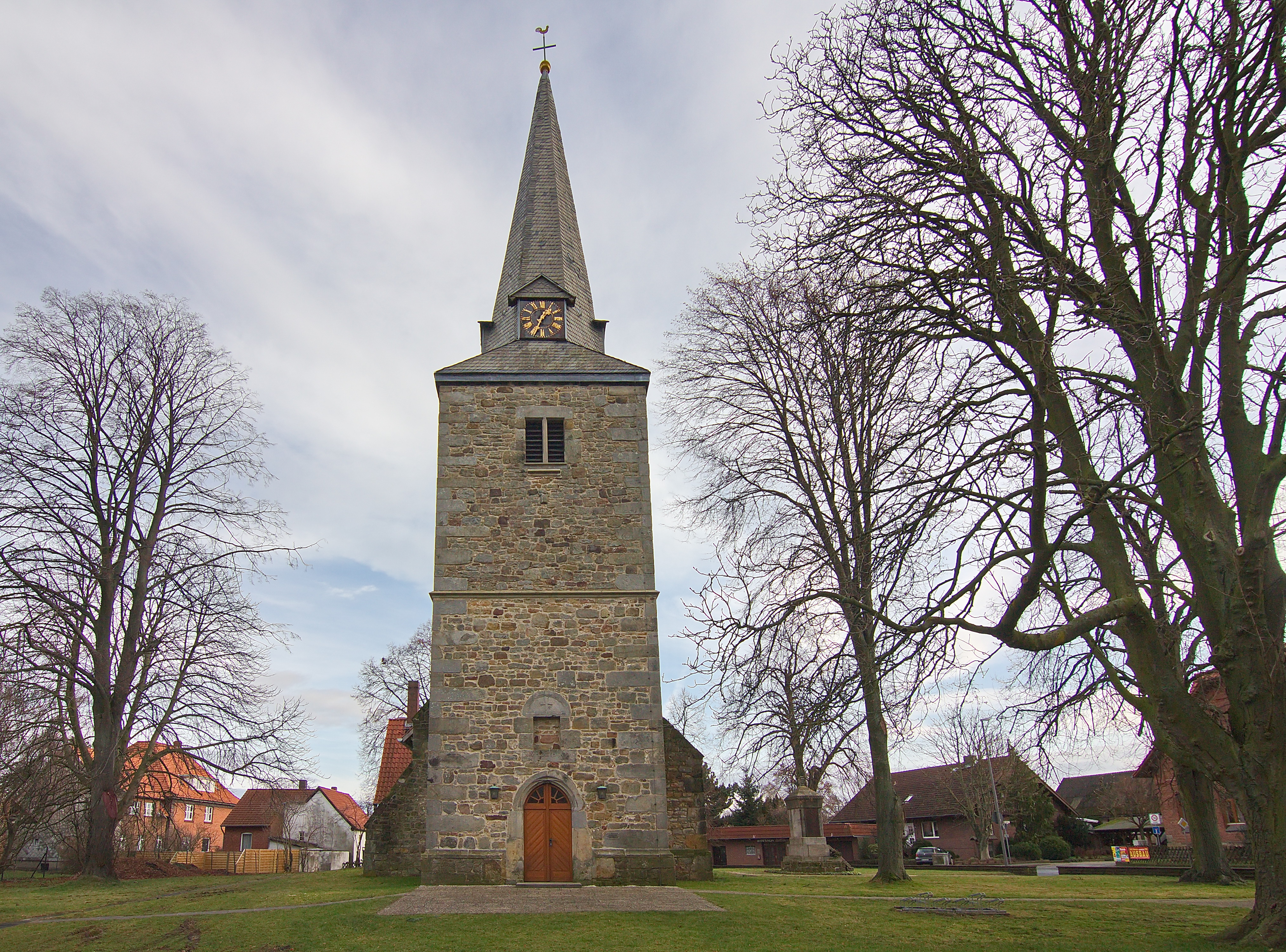
Der Kirchturm

Die Grundfläche des Turms ist beinahe quadratisch mit einer Seitenlänge von 6,3 m.
Der Turm hat an seiner Westseite einen spitzbogigen spätgotischen Eingang.
Den Übergang vom Turm zum Kirchenschiff bildet ein schwerer Rundbogen.
Über der Eingangstür gibt es eine rechteckige, romanisch gedeckte, Nische. Der Quader darunter trägt die Inschrift Ano*dni*1*5*2*4*.
Über der Nische ist ein mit einem Kreuzrelief geschmücktes romanisches Tympanon. Der frühere Zweck der Nische ist nicht bekannt.
Der Turm hat auf jeder Seite zwei gekuppelte rechteckige Schallöffnungen. Diese haben Sandsteingewände und einfache Fasen.
Der Turm wurde zuletzt im Jahr 1524 umkonstruiert. Damals war ihm auch eine neue, höhere Turmspitze aufgesetzt worden.
Bei einem Sturm im Februar 1715 stürzte die Turmspitze ein. Trümmer durchschlugen auch das westliche Deckengewölbe. Das Dach des Schiffs wurde schnell geflickt. Für die Reparatur des Turms wurde eine landesweite Kollekte durchgeführt, ein Darlehen aufgenommen und die Konstruktion aus Kostengründen geändert. Mit einer Höhe von knapp 15 m ist die 1717 in der Form einer spanischen Haube gebaute achteckige Turmspitze nur halb so hoch wie die vor dem Einsturz.

### Schiff und Chor

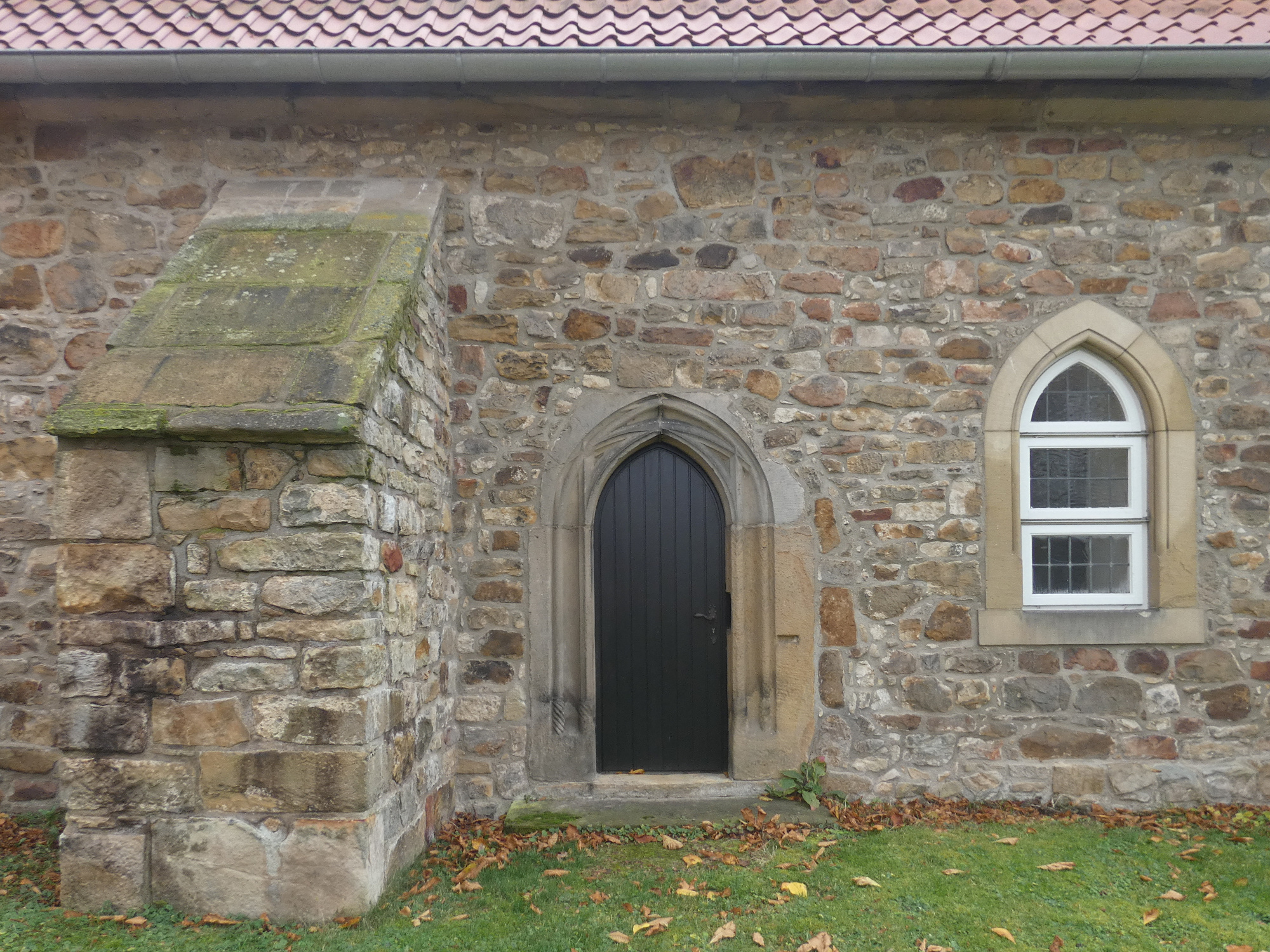
Die Tür an der Nordseite des Schiffs

Das Schiff und der fast gleichbreite Chor sind zusammen 24,5 m lang und 8,5 m breit.
Ältester Gebäudeteil sind die romanischen Pfeiler im Innenraum.
Die stark vorspringenden rechteckigen Pfeiler haben im Innenraum Sockel und Kämpfer. An der Außenseite sind es niedrige gotische Strebepfeiler mit Fasensockel, Hohlkehlengesims und Pultdächern.
Am südwestlichen Strebepfeiler ist unterhalb des Gesimses die Jahreszahl 1474  zu lesen.
Das Gebäude wurde wohl bei einem Umbau im Jahr 1474 mit drei spätgotischen Kreuzrippengewölben überdeckt.
Die Kreuzrippengewölbe sind aus hohlgekehlten Sandsteinrippen und spitzbogig profilierten Gurt- und Schildbogen aus Backsteinen konstruiert.
Während frühere Beschreibungen die Besonderheit eines Nebeneinanders von Sandsteinquadern für die Rippen und Backsteinen für die Bögen betonten, wurden bei der Renovierung im Jahr 1982 Formziegel in den verputzten Kreuzrippen vorgefunden.
Die nahezu vollständig erhaltenen Ziegel wurden freigelegt und erhielten bei der Restaurierung ihren ursprünglichen Farbton.
Beim spätgotischen Umbau der ursprünglich romanischen Kirche im Jahr 1474 erhielt diese einen geraden Chorabschluss.
In die Nordwand des Schiffes ist eine Tür mit spätgotischer Einfassung eingelassen. Der Baustil gleicht der Türfassung des Turms. Diese Langredersche Tür nutzten früher die Gottesdienstbesucher aus dem Nachbarort.

### Sakristei

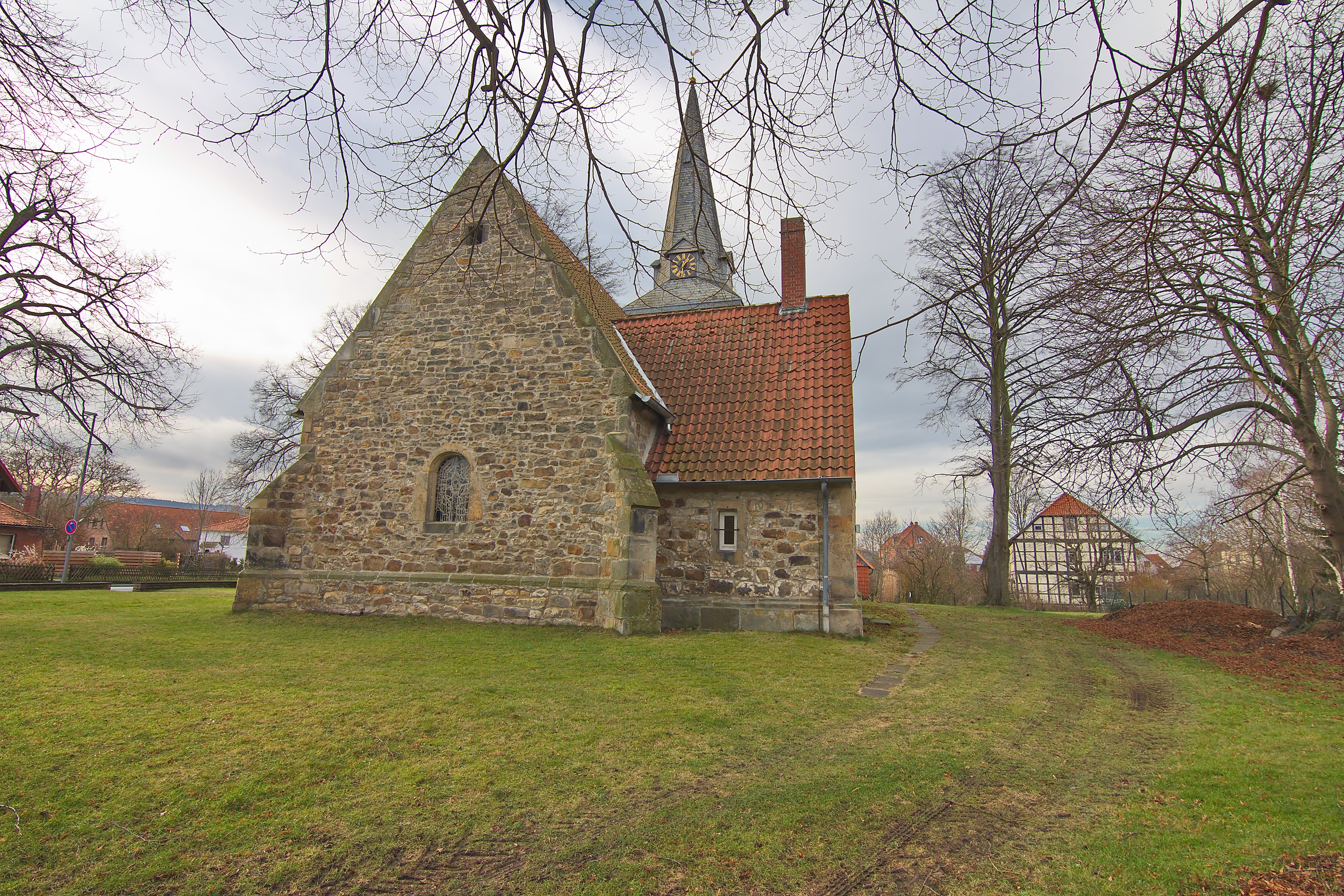
Ostansicht

Bald nach dem Umbau des Kirchenschiffs im Jahr 1474 wurde an der Nordseite der Kirche eine Sakristei angebaut.
Die Sakristei ist von zwei Kreuzrippengewölben gedeckt und hat an ihrer Nordseite einen Steingiebel.
Besonders erwähnt wird eine schmale gotische Wandnische in gefasten Gewänden unter einem hochkehlprofilierten Spitzbogen.

## Ausstattung

### Altar
Der Altar wurde im Jahr 1982 aus Deistersandsteinquadern gebaut. Die Altarplatte hatte zuvor als Trittstufe vor der Kirche gedient.
1976 wurde ein von dem Bremer Glasmaler Heinz Lilienthal gestaltetes Fenster in die bis damals zugemauerte Fensteröffnung im Altarraum eingesetzt. Das alte Altarbild hängt seitdem an der Wand zur Sakristei.

### Glocken
Die drei Glocken stammen vermutlich aus dem 14. Jahrhundert. Da der untere Turmbereich nach Umbauten zu eng war, konnten sie in den Weltkriegen nicht einfach entfernt werden.
Der untere Bereich des Turms ist seit seinem Umbau im Jahr 1524 im Wesentlichen unverändert. Die Glocken sollten demnach seitdem in seinem Obergeschoss sein.
Die Glocken haben Durchmesser von 98 cm, 95 cm und 57 cm. Sie wurden offenbar vom selben, nicht bekannten, Meister gegossen.
Sie haben keine Inschrift.
Die Glocken tragen neben anderen Verzierungen je vier Hochbilder des Gekreuzigten mit Maria und Johannes. Die Darstellung des Gekreuzigten mit hochgezogenen Beinen weist die im 14. Jahrhundert entstandene Form auf.

### Orgel
Die erste Erwähnung einer Orgel stammt aus dem Jahr 1817. Die Kirche erhielt im April 1986 ein neues Instrument.

### Deckenmalereien
Im 16. Jahrhundert wurden die Deckengewölbe mit spätgotischen und Renaissance-Malereien geschmückt.
Die Malereien zeigen Apostelfiguren an den Wänden und breite Ornamentbänder an den Rundbögen.
Im 17. Jahrhundert wurden die Malereien bereits ausgebessert, beziehungsweise im alten Stil übermalt.
Zu einer späteren Zeit wurde alles mit Kalk übertüncht.
Bei einer Renovierung des Kirchenraums Anfang der 1950er Jahre wurden Spuren von Bemalung unter mehreren Kalk- und Farbschichten bemerkt.
Die mühsam freigelegten Reste der Deckenbemalung wurden im Jahr 1952 restauriert und zu vollständigen Gemälden ergänzt.
Anfang der 1980er Jahre wurden die Malereien gereinigt und aufgefrischt sowie Fehler der vorherigen Restaurierung korrigiert.

### Kronleuchter
Der Kronleuchter im mittleren Gewölbe stammt aus dem Jahr 1717. Der andere ist eine neuere Nachbildung.

### Gedenktafel
Aus Anlass des 2017 gefeierten 1125-jährigen Ortsjubiläums von Kirchdorf wurde in der Kirche eine Gedenktafel mit einer Kopie der die älteste Erwähnung des Ortes enthaltenden sogenannten Königs-Urkunde angebracht.

## Der Leck-meck

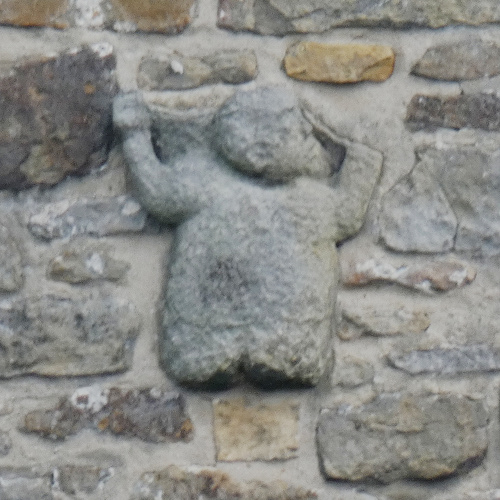
Der Leck-meck

Hoch über der Eingangstür an der Westseite des Turms ist unterhalb der Schallöffnungen eine Steinskulptur eingemauert. Um das wohl schon bei Bau dieses Turmbereichs verbaute sogenannte Leck-meck-Männchen gibt es eine legendenhafte Erzählung zur Kirche.
Der Erzählung zufolge erinnert das Männchen an eine alte Auseinandersetzung um die Unabhängigkeit der entstehenden Kirchengemeinde Kirchdorf vom Kloster Barsinghausen, das entgegen dieser Darstellung erst nach dem Bau der Kirchdorfer Kirche entstand.
Die Figur wird dabei so gedeutet, als entböte das Männchen einen Schwäbischen Gruß in Richtung des Nachbarortes Barsinghausen.
Die verwitterte Skulptur könnte eine auf der Höhe der Glocken im Turm eingemauerte Teufels- oder Dämonenfigur sein. Dieser sollte durch den ihm verhassten Klang der Glocken vertrieben werden. Die damit verbundene Symbolik war zur Bauzeit des romanischen Turms nicht unüblich.